# Xarxa d'àrea metropolitana
|  | Per a altres significats, vegeu «MAN (desambiguació)». |

Una  xarxa d'àrea metropolitana  ( Metropolitan Area Network  o  MAN , en anglès) és una xarxa d'alta velocitat (banda ampla) que dona cobertura a una àrea geogràfica extensa, proporciona capacitat d'integració de múltiples serveis mitjançant la transmissió de dades, veu i vídeo, sobre mitjans de transmissió tals com fibra òptica i parell trenat (MAN BUCLE), la tecnologia de parells de coure es posiciona com la xarxa més gran del món una excel·lent alternativa per a la creació de xarxes metropolitanes, per la seva baixa latència (entre 1 i 50 ms), gran estabilitat i la manca d'interferències radioelèctriques, les xarxes MAN BUCLE, ofereixen velocitats de 10 Mbps, 20 Mbps, 45 Mbps, 75 Mbps, sobre parells de coure i 100 Mbps, 1 Gbps i 10 Gbps mitjançant Fibra Òptica.
Les Xarxes MAN BUCLE, es basen en tecnologies Bonding, de manera que els enllaços estan formats per múltiples parells de coure per tal d'oferir l'amplada de banda necessària.
A més aquesta tecnologia garanteixi SLAs del 99,999, gràcies al fet que els enllaços estan formats per múltiples parells de coure i és materialment impossible que 4, 8 o 16 fils s'avariïn de forma simultània.
El concepte de xarxa d'àrea metropolitana representa una evolució del concepte de xarxa d'àrea local a un àmbit més ampli, cobrint àrees més grans que en alguns casos no es limiten a un entorn metropolità sinó que poden arribar a una cobertura regional i fins i tot nacional mitjançant la interconnexió de diferents xarxes d'àrea metropolitana.
Aquest tipus de xarxes és una versió més gran que la LAN i que normalment es basa en una tecnologia similar a aquesta, la principal raó per distingir una MAN amb una categoria especial és que s'ha adoptat un estàndard perquè funcioni, que equival a la norma IEEE.
Les xarxes Man també s'apliquen en les organitzacions, en grups d'oficines corporatives properes a una ciutat, aquestes no conté elements de commutació, els quals desvien els paquets per una de diverses línies de sortida potencials. Aquestes xarxes poden ser públiques o privades.
Les xarxes d'àrea metropolitana, comprenen una ubicació geogràfica determinada "ciutat, municipi", i la seva distància de cobertura és major de 4 km. Són xarxes amb dos busos unidireccionals, cadascun d'ells és independent de l'altre pel que fa a la transferència de dades.

## Aplicacions
Les xarxes d'àrea metropolitana tenen moltes i variades aplicacions, les principals són:
- Desplegament de serveis de VoIP, en l'àmbit metropolità, permetent eliminar les "obsoletes" línies tradicionals de telefonia analògica o XDSI, eliminant la despesa corrent d'aquesta línies.
- Interconnexió de xarxes d'àrea local (LAN)
- Desplegament de Zones Wifi sense Backhaul sense fil (Femtocell) alliberant la totalitat de canals Wifi per a accés), això en la pràctica suposa més del 60% de millora en la connexió d'usuaris wifi.
- Interconnexió ordinador a ordinador
- Sistemes de Videovigilància Municipal.
- Transmissió CAD/CAM
- Passarel·les per a xarxes d'àrea extensa (WAN)

Les Xarxes Metropolitanes permeten la transmissió de tràfic de veu, dades i vídeo amb garanties de baixa latència, raons per les quals es fa necessària la instal·lació d'una xarxa d'àrea metropolitana a nivell corporatiu, per a corporacions que comptes amb múltiples dependències a la mateixa àrea metropolitana.

## MAN pública i privada
Una xarxa d'àrea metropolitana pot ser pública o privada.
Un exemple de MAN privada seria un gran departament o administració amb edificis distribuïts per la ciutat, transportant tot el tràfic de veu i dades entre edificis per mitjà de la seva pròpia MAN i encaminant la informació externa per mitjà dels operadors públics.
Les dades podrien ser transportats entre els diferents edificis, bé en forma de paquets o sobre canals d'amplada de banda fixa.
Aplicacions de vídeo poden enllaçar els edificis per a reunions, simulacions o col·laboració de projectes.
Un exemple de MAN pública és la infraestructura que un operador de telecomunicacions instal·la en una ciutat amb la finalitat d'oferir serveis de banda ampla als seus clients localitzats en aquesta àrea geogràfica.

## Nodes de xarxa
Les xarxes d'àrea ciutadana permeten executar i superar els 600 nodes d'accés a la xarxa, per la qual cosa es fa molt eficaç per a entorns públics i privats amb un gran nombre de llocs de treball.

## Extensió de xarxa
Les xarxes d'àrea metropolitana permeten aconseguir un diàmetre al voltant dels 500 km, depenent l'abast entre nodes de xarxa del tipus de cable utilitzat, així com de la tecnologia emprada. Aquest diàmetre es considera suficient per abastar una àrea metropolitana.
Abasten una ciutat i es poden connectar moltes entre si, formant més xarxes.

## Distància entre nodes
Les xarxes d'àrea metropolitana permeten distàncies entre nodes d'accés de diversos quilòmetres, depenent del tipus de cable. Aquestes distàncies es consideren suficients per connectar diferents edificis en una àrea metropolitana o campus privat.

## Trànsit en temps real
Les xarxes d'àrea metropolitana garanteixen uns temps d'accés a la xarxa mínims, la qual cosa permet la inclusió de serveis síncrons necessaris per a aplicacions en temps real, on és important que certs missatges travessin la xarxa sense retard fins i tot quan la càrrega de xarxa és elevada.
Entre node i node no es pot tenir, per exemple més de 100 km de cable.
Es pot tenir en aproximació límit uns 20 km de cable, però no se sap en quin moment es pot perdre la informació o les dades manats.

## Integració veu/dades/vídeo
Els serveis síncrons requereixen una reserva d'amplada de banda, com és el cas del trànsit de veu i vídeo. Per aquest motiu les xarxes d'àrea metropolitana són xarxes òptimes per a entorns de tràfic multimèdia, si bé no totes les xarxes metropolitanes suporten tràfics isócronos (transmissió d'informació a intervals constants).

## Alta disponibilitat
Disponibilitat referida al percentatge de temps en el qual la xarxa treballa sense fallades. Les xarxes d'àrea metropolitana tenen mecanismes automàtics de recuperació enfront de fallades, en el cas del cable de coure s'utilitza el bonding EFM, permetent l'agregació de cabal en múltiples cables.
El bonding EFM permet a la xarxa recuperar l'operació normal, davant el trencament d'un dels cables. Qualsevol fallada en un node d'accés o cable és detectat ràpidament i aïllat. Les xarxes MAN són apropiades per a entorns com a control de trànsit aeri, aprovisionament de magatzems, bancs i altres aplicacions comercials on la indisponibilitat de la xarxa té greus conseqüències.

## Alta fiabilitat
Fiabilitat referida a la taxa d'error de la xarxa mentre es troba en operació. S'entén per taxa d'error el nombre de bits erronis que es transmeten per la xarxa. En general la taxa d'error per a fibra òptica és menor que la del cable de coure a igualtat de longitud. La taxa d'error no detectada pels mecanismes de detecció d'errors és de l'ordre de 10-20. Aquesta característica permet a la xarxes d'àrea metropolitana treballar en entorns on els errors poden resultar desastrosos com és el cas del control de trànsit aeri.
La creació de xarxes metropolitanes municipals permetria als ajuntaments tenir una infraestructura d'altes prestacions al dotar-los amb una xarxa pròpia similar a la dels proveïdors de serveis d'Internet. D'aquesta manera l'ajuntament pot connectar noves seus, usuaris remots o videocàmeres a la via pública.

## Alta seguretat
La fibra òptica i el cable, són un mitjà segur, perquè no és possible llegir o canviar el senyal sense interrompre físicament l'enllaç. El trencament d'un cable i la inserció de mecanismes aliens a la xarxa comporta una caiguda de l'enllaç de forma temporal, a més cal accés i actuació sobre el cable físic, encara que aquest tipus d'actuacions poden passar fàcilment desapercebudes.

## Tendències tecnològiques i del mercat
A continuació es descriuen algunes de les tendències actuals de les xarxes d'àrea metropolitana

### Bonding EFM
La tecnologia Bonding EFM, va ser certificada pel Metro Ethernet Forum, el 2004 i ofereix serveis Ethernet d'alta disponibilitat en distàncies properes als 5 km amb latències mitjanes d'1-5 mil·lisegons i possibilitat d'encapsulat de múltiples interfícies TDM, en concret es permet estendre la interfície E-1 a qualsevol edifici connectat amb Bonding EFM.
 Característiques principals 
La manera de treball en commutació de paquets i cabal agregat mitjançant la suma d'amplades de banda de tots els parells de coure, el cabal és variable entre 10 i 70 Mbit/s.
La baixa latència del bonding EFM, permet la utilització per a transport de trànsit de vídeo, veu i dades, mediate l'aplicació de QoS.

### SMDS
El Servei de Dades commutats Multimegabit (SMDS) és un servei definit als EUA capaç de proporcionar un transport de dades transparent "no orientat a connexió" entre locals d'abonat utilitzant accessos d'alta velocitat a xarxes públiques dorsals. Es tracta doncs de la definició d'un servei més l'especificació d'interfícies d'accés.
En una primera fase s'han definit 4 documents de recomanacions:
- TA 772: requisits genèrics.
- TA 773: requisits de Nivell Físic (Igual a l'especificat en 802.6).
- TA 774: requisits d'Operació, Administració i Xarxa d'àrea metropolitana.
- TA 775: requisits per a la Tarifació.

SMDS permet implementar serveis d'interconnexió de xarxes d'àrea local utilitzant una xarxa dorsal compartida en un àmbit de cobertura nacional, sense detriment en les prestacions de velocitat que segueixen sent les pròpies de les RALs.
El SMDS ofereix diferents velocitats d'accés des d'1, 2, 4, 10, 16, 25 i fins a 34 Mbit/s. La velocitat entre nodes de la xarxa dorsal comença en 45 Mbit/si arribarà a 155 Mbit/s. Aquesta última velocitat és la que correspon al servei OC-3 en la Jerarquia Digital Síncrona (SDH).
SMDS ofereix un servei de Xarxa Metropolitana amb un accés des del punt de vista de l'abonat idèntic al 802.6, amb la particularitat que no especifica la tecnologia interna de la xarxa pública, podent-se utilitzar tant tècniques de commutació ATM com altres.

#### Característiques principals
- La interfície de xarxa als locals de l'abonat es denomina Interfície de Subxarxa d'abonat (SNI, Subscriber Network Interface). Les trames "no orientades a connexió" són enviades sobre el SNI entre equips d'abonat i l'equipament de la xarxa pública.
- El format de les dades i el nivell d'adaptació és idèntic a l'especificat per IEEE 802.6. El SNI s'especifica com una interfície DQDB punt-a-punt, encara que la interfície DQDB punt-a-multipunt no està exclòs. El cas de bucle de bus dual no s'ha previst per la seva complexitat i cost, i perquè existeixen alternatives més simples per oferir aquesta redundància.
- El nivell físic del SNI és l'especificat per l'estàndard IEEE 802.6.
- Les adreces font i destinació conformen l'estàndard I164, juntament amb la possibilitat de broadcast i multicast d'adreces E.164.
- Capacitat de definir Grups Tancats d'Usuaris mitjançant validació d'adreces tant en sortida com en destinació.

### ATM (Asynchronous Transfer Mode)
Una de les estratègies utilitzades per proporcionar un servei de xarxa metropolitana segons el servei definit per SMDS és la de seguir una evolució de productes que disposen de la facilitat d'interconnexió a altes velocitats costat d'una gran varietat d'interfícies en els locals de l'abonat. El següent pas és la progressiva adaptació d'aquestes interfícies a l'estàndard 802.6.
Aquest producte inicial està construït al voltant d'un commutador polivalent d'altes prestacions que constitueix una solució adequada per a la interconnexió de xarxes locals, terminals, ordinadors centrals i dispositius. Permet manejar una gran varietat de configuracions, amb diferents protocols.
Els consegüents passos en l'evolució d'aquests commutadors ATM permetran a mitjans dels 90 l'obtenció d'una tecnologia que proporcionarà el servei definit per SMDS.

#### Característiques principals
A continuació es resumeixen les principals característiques d'aquests nodes de xarxa d'àrea metropolitana.
- Els nodes d'aquest sistema són equivalents a una subxarxa DQDB, i s'interconnecten per mitjà d'una funció d'encaminament a nivell MAC amb capacitat de reencaminar automàtic.
- Un conjunt de serveis de transport:
  - Orientat a Connexió
  - Orientat a No Connexió
  - Isòcron
- Un doble bus de fibra com a mitjà de transport.
- Un Control d'Accés al Medi (MAC) que permet als nodes compartir un mitjà de transmissió de forma més equànime.
- Capacitat de reconfiguració quan es produeixen errors.
- Un nivell físic adequat per acomodar el format de dades a enllaços DS3 (45 Mbit/s).